# Regionales Schutzgebiet Huaytapallana
Das Regionale Schutzgebiet Huaytapallana (span. Área de Conservación Regional Huaytapallana) befindet sich in der Region Junín in Zentral-Peru. Das Schutzgebiet wurde am 21. Juli 2011 eingerichtet. Die Regionalregierung von Junín ist die für das Schutzgebiet zuständige Behörde. Das Schutzgebiet besitzt eine Größe von 224,07 km². Es dient der Erhaltung einer Hochgebirgslandschaft in der Cordillera Huaytapallana. Es wird in der IUCN-Kategorie VI als ein Schutzgebiet geführt, dessen Management der nachhaltigen Nutzung natürlicher Ökosysteme und Lebensräume dient.

## Lage
Das Schutzgebiet liegt in den Distrikten Pariahuanca, Huancayo, El Tambo und Quilcas, alle in der Provinz Huancayo, sowie im Distrikt Comas in der Provinz Concepción. Es umfasst den zentralen Teil der Cordillera Huaytapallana und damit ein vergletschertes Bergmassiv mit dem 5557 m hohen Nevado Huaytapallana als dessen höchste Erhebung. Das Areal wird über die Flüsse Río Shullcas und Río Achamayo nach Westen, über den Río Tulumayo nach Norden sowie über den Río Pariahuanca nach Südosten entwässert.